# لورانس كورب
لورانس كورب (بالإنجليزية: Lawrence Korb)‏ هو ضابط أمريكي، ولد في 9 يوليو 1939 في نيويورك في الولايات المتحدة.

## وصلات خارجية
- لورانس كورب على موقع إن إن دي بي (الإنجليزية)